# Marie-Josée Jacobs
Marie-Josée Jacobs (Marnach, 22 januari 1950) is een Luxemburgs voormalig politica. 

## Loopbaan
Jacobs werd opgeleid tot anesthesiemedewerker en oefende dit beroep uit vanaf 1969, tot ze in 1992 minister werd. In 1967 werd ze lid van Chrëschtlech Sozial Vollekspartei (CSV), ze was er onder meer tijdelijk voorzitter van de Christelijk Sociale Vrouwen, voorzitter van de noordelijke afdeling en vicevoorzitter van de partij. Jacobs was ook actie binnen de vakbond. Ze was lid van de Lëtzebuerger Chrëschtleche Gewerkschaftsbond (Luxemburgs Christelijk Vakbondsverbond), waar ze voorzitter was van de afdeling voor particuliere werknemers (1980-1992) en vicevoorzitter van de vakbond (1981-1992).
In 1984 werd Jacobs verkozen tot lid van de Kamer van Afgevaardigden, waar ze tot 2009 telkens werd herbenoemd. In 1987 werd ze benoemd tot gemeenteraadslid in Luxemburg-Stad. 
Eind 1992 werd Marie-Josée Jacobs benoemd tot Minister van Landbouw, Wijnbouw, Landelijke Ontwikkeling en onderminister van Cultuur tijdens de Regering-Santer-Poos III (1992-1995). Daarna was ze achtereenvolgens Minister van Familie, Vrouwenemancipatie en Gehandicaptenzorg tijdens de Regering-Juncker-Poos (1995-1999), Minister van Familie, Sociale Solidariteit, Jeugd en Vrouwenemancipatie tijdens de Regering-Juncker-Polfer (1999-2004), Minister van Familiezaken en Integratie en Minister van Gelijke Kansen tijdens de Regering-Juncker-Asselborn I (2004-2009) en Minister van Gezin en Integratie en Minister van Ontwikkelingssamenwerking en Humanitaire Hulp in de Regering-Juncker-Asselborn II (2009-2013).
Na haar politieke loopbaan werd Jacobs in 2013 voorzitter van Caritas Luxembourg.

## Onderscheidingen
- Grootkruis in de Orde van de Eikenkroon (1999)
- Grootofficier in de Orde van Verdienste van het Groothertogdom Luxemburg (1999)